# Synkronized
Synkronized è il quarto album dei Jamiroquai. Pubblicato nel 1999, l'album miscela funk, acid jazz e musica disco.

## Tracce
1. Canned Heat – 5:31
2. Planet Home – 4:44
3. Black Capricorn Day – 5:41
4. Soul Education  – 4:15
5. Falling – 3:45
6. Destitute Illusions – 5:40
7. Supersonic – 5:15
8. Butterfly – 4:28
9. Where Do We Go From Here? – 5:13
10. King for a Day – 3:40
11. Deeper Underground * [Bonus Track] – 4:46

* = sostituita con la bonus track Getinfunky (5:35) nella versione per il mercato giapponese

## Classifiche
| Classifica (1999) | Posizione massima |
| ----------------- | ----------------- |
| Australia         | 1                 |
| Austria           | 2                 |
| Belgio (Fiandre)  | 4                 |
| Belgio (Vallonia) | 6                 |
| Canada            | 10                |
| Europa            | 1                 |
| Finlandia         | 4                 |
| Francia           | 2                 |
| Germania          | 1                 |
| Giappone          | 2                 |
| Italia            | 1                 |
| Norvegia          | 8                 |
| Nuova Zelanda     | 12                |
| Paesi Bassi       | 6                 |
| Portogallo        | 7                 |
| Regno Unito       | 1                 |
| Spagna            | 7                 |
| Stati Uniti       | 28                |
| Svezia            | 9                 |
| Svizzera          | 2                 |